# Henri-Antoine Jacques

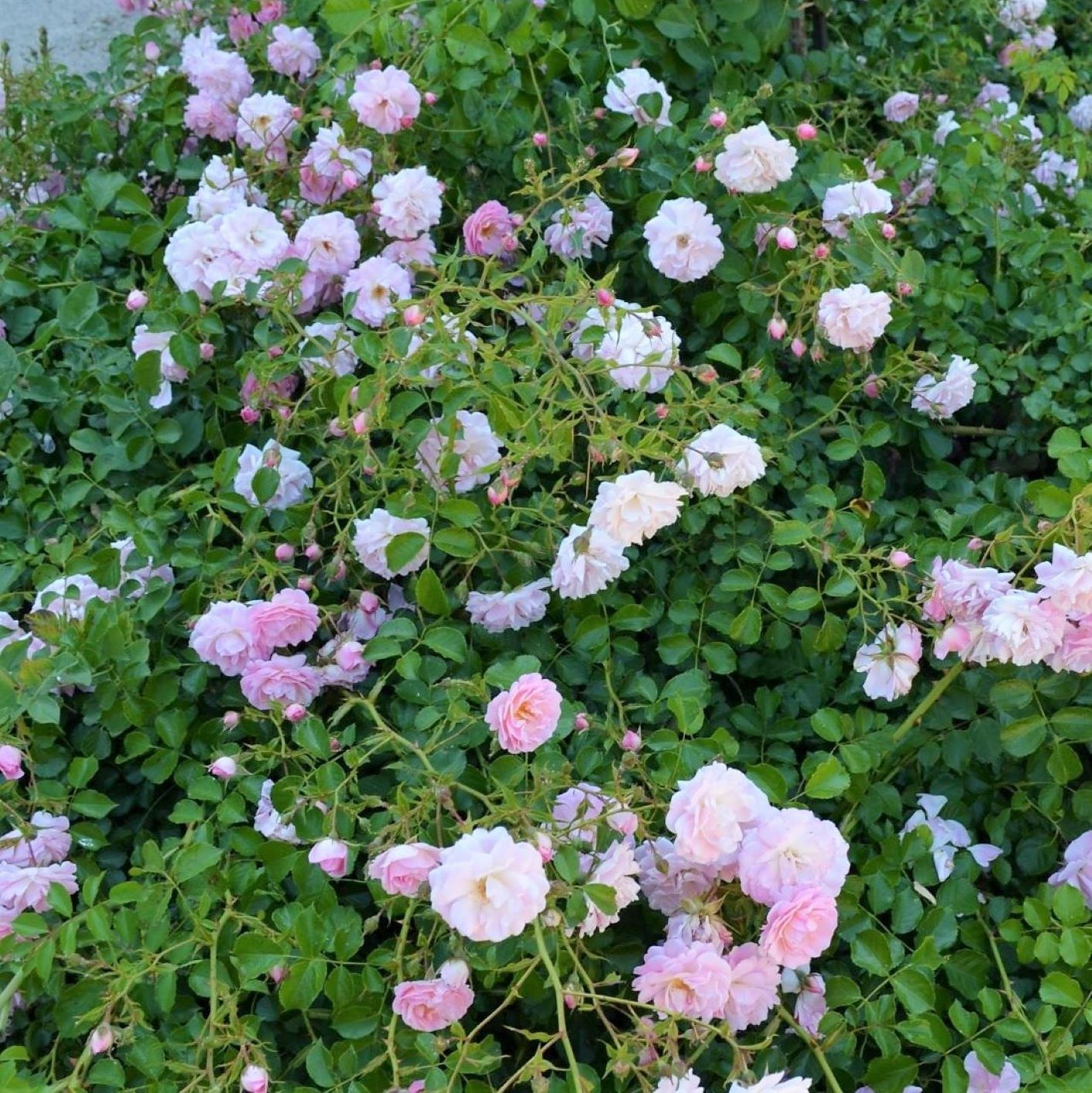
Antoine Jacques’ berühmte Sempervirens-Hybride 'Félicité et Perpétue', 1827

Henri-Antoine Jacques (auch: Antoine Jacques; * 6. Juli 1782 in Chelles, heute im Département Seine-et-Marne; † 24. Dezember 1866 in Châtillon, heute im Département Hauts-de-Seine) war ein französischer Gärtner, Botaniker, Rosenzüchter und Autor.

## Leben
Er wurde 1782 in Chelles, etwa 90 km von Paris, als Sohn eines Gärtners geboren. Mit 20 Jahren musste in die napoleonische Armee eintreten.
Später machte er eine Lehre als Gärtner im Trianon in Versailles, wo Napoléon Bonaparte auf den intelligenten jungen Mann aufmerksam wurde und ihn gefragt haben soll, was er in seinem Leben einmal werden wolle. Jacques antwortete: „Ich möchte Chef-Gärtner auf einer Eurer Ländereien werden, Sire.“ Einige Jahre später war Antoine Jacques tatsächlich Chef-Gärtner in Le Raincy, bei Chelles.
1818 wurde er zusätzlich zu seinen Aufgaben in Le Raincy von Louis-Philippe, dem Duc d’Orléans (und ab 1830 König), zum Chef-Gärtner der Parks und Gärten der Schlösser in Neuilly und Monceau (bei Paris) erhoben. Abgesehen von freier Kost und Logis sowie Kleidung und Pferden für ihn selber und seine Familie erhielt er dafür eine Bezahlung von 8.000 Francs im Jahr; ab 1835 verdiente er 14.000 Francs.

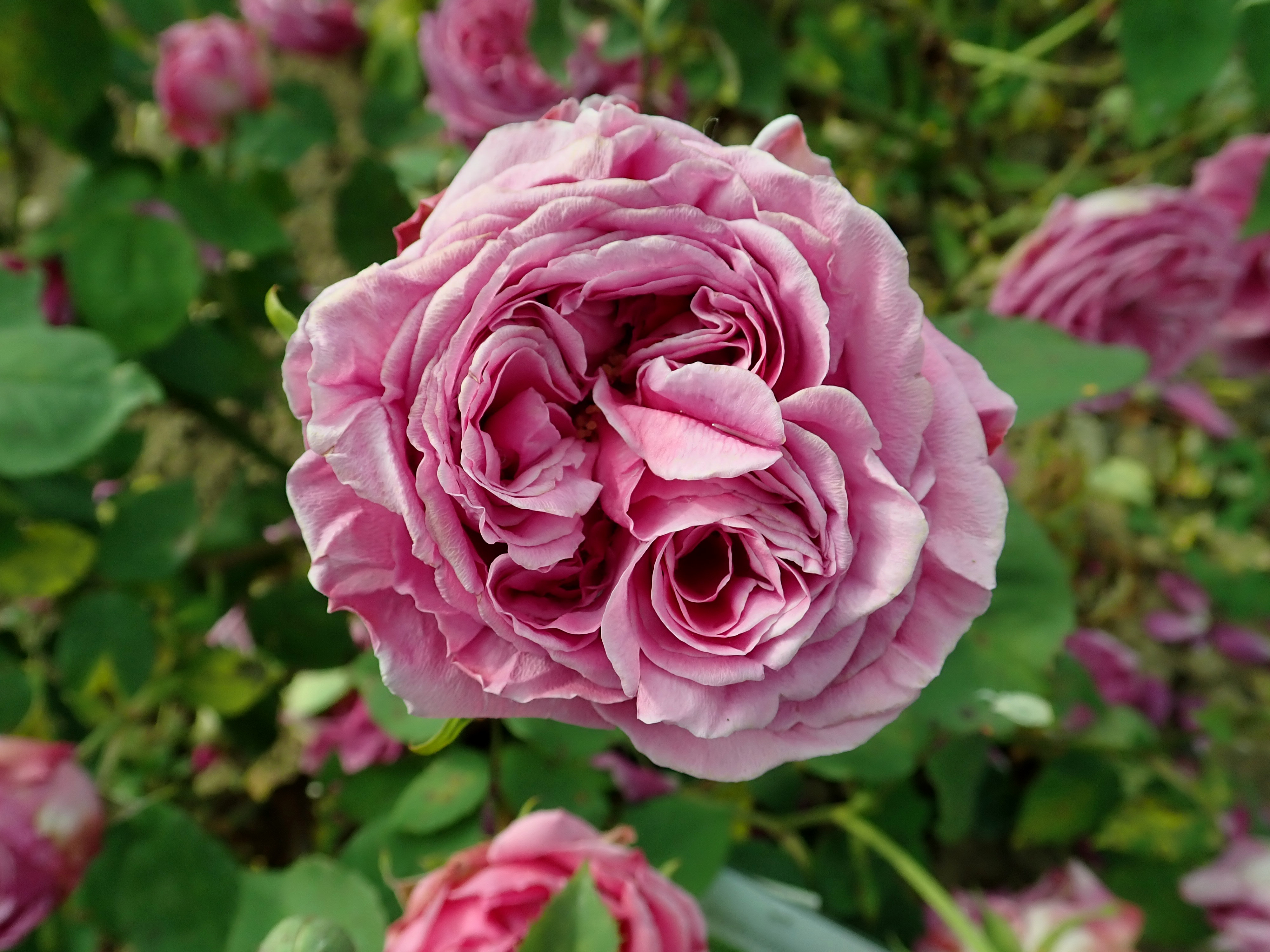
Rosa borboniana

Louis-Philippe war ein großer Liebhaber von Pflanzen und Botanik, und in seinen Gärten war Antoine Jacques zuständig für Tausende von Pflanzen: allein in der Orangerie gab es 2600 Pflanzen und Sträucher. 1825 erstellte Jacques einen ersten Katalog der königlichen Ländereien mit einer Liste von Hunderten verschiedener Bäume, sowie 304 Arten bzw. Sorten von Rosen.
Als auf der Île de Bourbon (dem heutigen La Réunion) eine neue, wiederholt blühende Rose entdeckt wurde, war Jacques der erste in Europa, der 1819 Samen davon von einem Dr. Bréon zugeschickt bekam. Jacques zog daraus eine Rose, die zum ersten Mal 1821 blühte und die er „Rosa canina burboniana“ oder französisch Rosier de l’Île Bourbon nannte und die von Pierre-Joseph Redouté für C. A. Thorys Werk Les Roses gemalt wurde. Die Bourbon-Rose wurde zum Ausgangspunkt einer neuen Rosenklasse.
Antoine Jacques selbst züchtete etwa 28 neue Rosensorten, wobei er selber später schrieb, dass seine Rosenzüchtungen auf zufälligen Kreuzungen basierten, also noch nicht auf gezielten Züchtungen, wie sie spätestens ab den 1820er Jahren von anderen schon vorgenommen wurden.

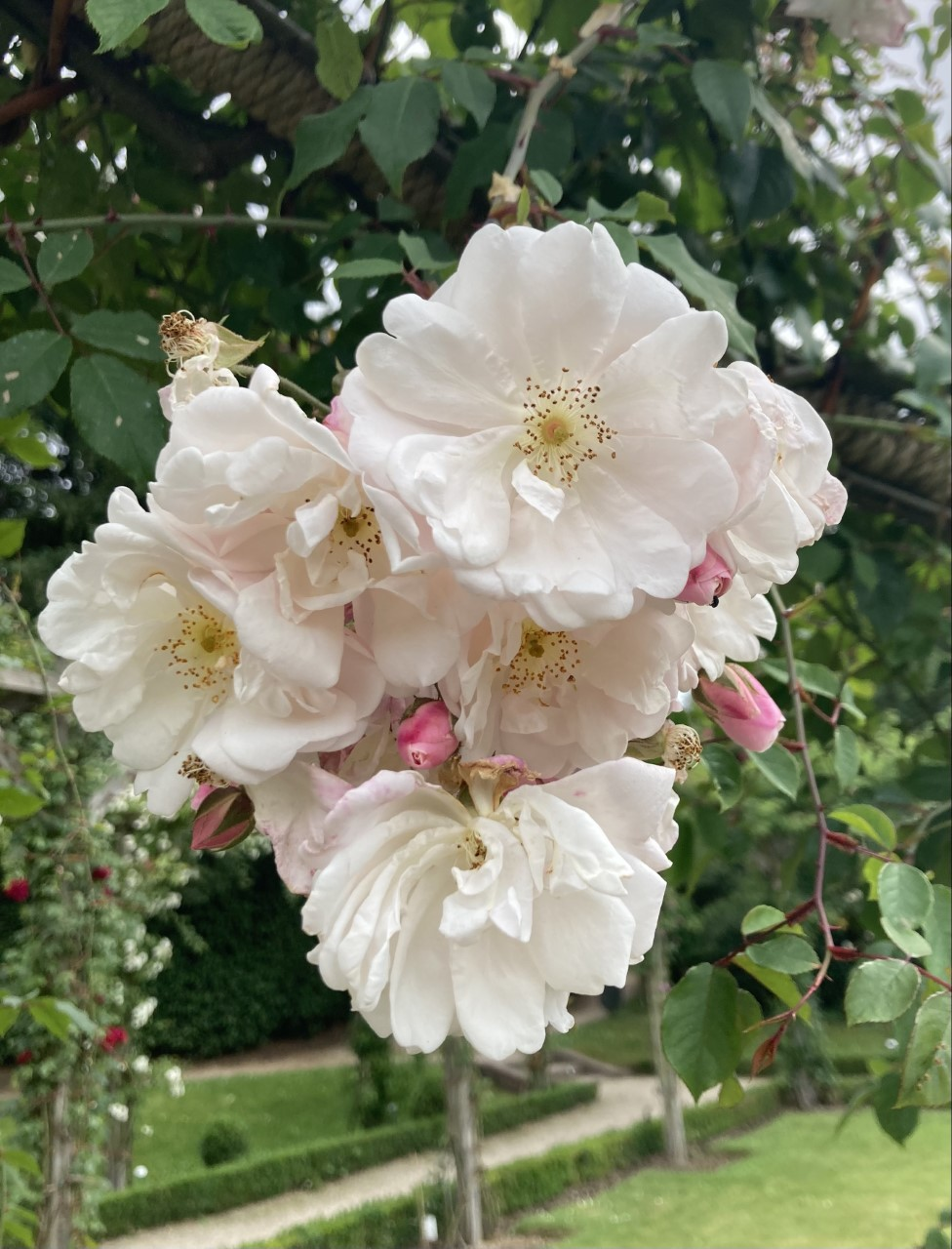
'Adélaïde d’Orléans', 1826

Jacques ist vor allem für seine Experimente mit der Wildrose Rosa sempervirens bekannt, aus denen einige noch heute berühmte Rambler-Rosen hervorgingen. Er war nicht der erste, der mit dieser in Südeuropa beheimateten Wildrose Züchtungsversuche unternahm – das hatten vor ihm bereits Jacques-Louis Descemet und Jean-Pierre Vibert gemacht –, jedoch übertrafen seine Sorten die früheren Versuche an Schönheit. Die erste seiner Sempervirens-Hybriden war die Sorte Adélaïde d’Orléans, die er 1826 herausbrachte und die nach der Schwester des Duc d’Orléans benannt ist. In der gleichen Rosenklasse folgten die heute noch verwendeten Sorten Félicité et Perpétue (1827), die nach den Töchtern von Louis-Philippe benannten Princesse Louise und Princesse Marie (1829) sowie Flora (1830) und Reine des Belges (1832).
Antoine Jacques’ „Ramblerrosen“ wurden Ende des 20. Jahrhunderts von einem Forscherteam am Labor für Mikromolekulare Biologie und Phytochemie der Université Claude Bernard in Lyon unter der Leitung von Maurice Jay genetisch untersucht und entschlüsselt; dabei wurde herausgefunden, dass Jacques teilweise auch die alte China-Rose Old Blush China sowie die Wildrosen Rosa moschata und Rosa arvensis verwendete.
Neben seinen Züchtungen erwies sich Jacques auch sonst als erfinderisch und originell, beispielsweise erfand er durch eine spezielle Art der Veredelung bereits eine Art Vorläufer der im 20. Jahrhundert aufgekommenen und beliebten niedrigen Bodendecker-Rosen.
Antoine Jacques war nicht nur ein fleißiger Gärtner, der sich für alle Arten von teilweise exotischen Pflanzen interessierte, sondern auch sehr belesen. Er kannte die Schriften der berühmten Botaniker und veröffentlichte selber mehrere Kataloge der Pflanzen auf den königlichen Ländereien. Daneben machte er über Jahrzehnte detaillierte meteorologische Aufzeichnungen über das Wetter, die er 1832 im Journal der Pariser Société d’Horticulture veröffentlichte und noch bis 1849 weiterführte. Er selber war Ratsmitglied der Société d’Horticulture.
Nach der Februarrevolution 1848, als König Louis-Philippe und die königliche Familie nach England fliehen mussten, war auch Antoine Jacques gezwungen, Neuilly zu verlassen, und lebte von da an in Ivry bei seinem Neffen Victor Verdier.
Mit 65 Jahren veröffentlichte Jacques zusammen mit dem Botaniker François Hérincq ein Werk über die Europäische Flora (Flore des Jardins de l’Europe - Manuel général des plantes arbres et arbustes). Bis zu seinem Tode mit 84 Jahren schrieb er botanische Artikel, unter anderem Monographien über Koniferen und über den Chinakohl (Pe-tsai).

## Galerie: Rosen von Antoine Jacques

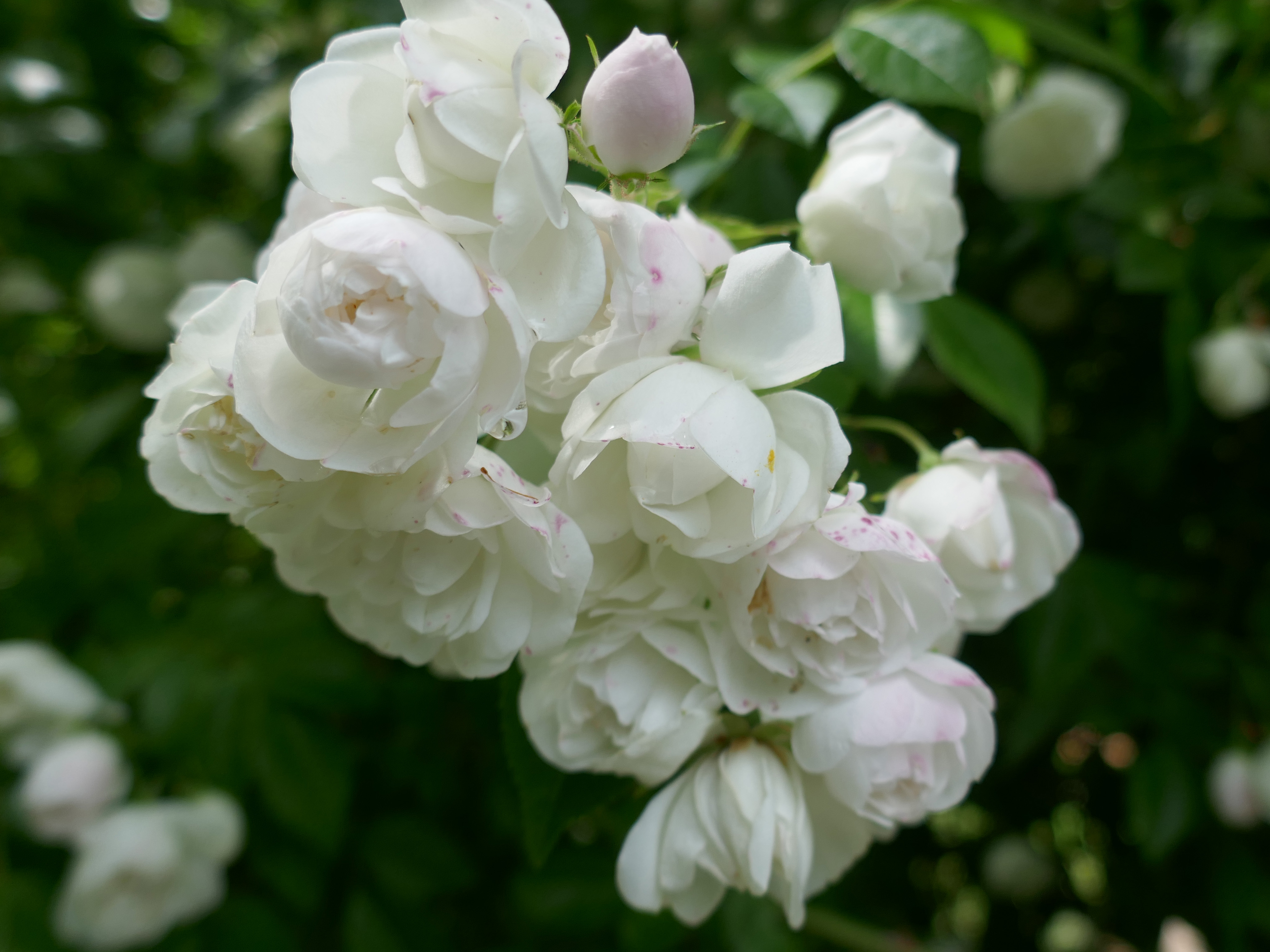
'Princesse Louise', 1829
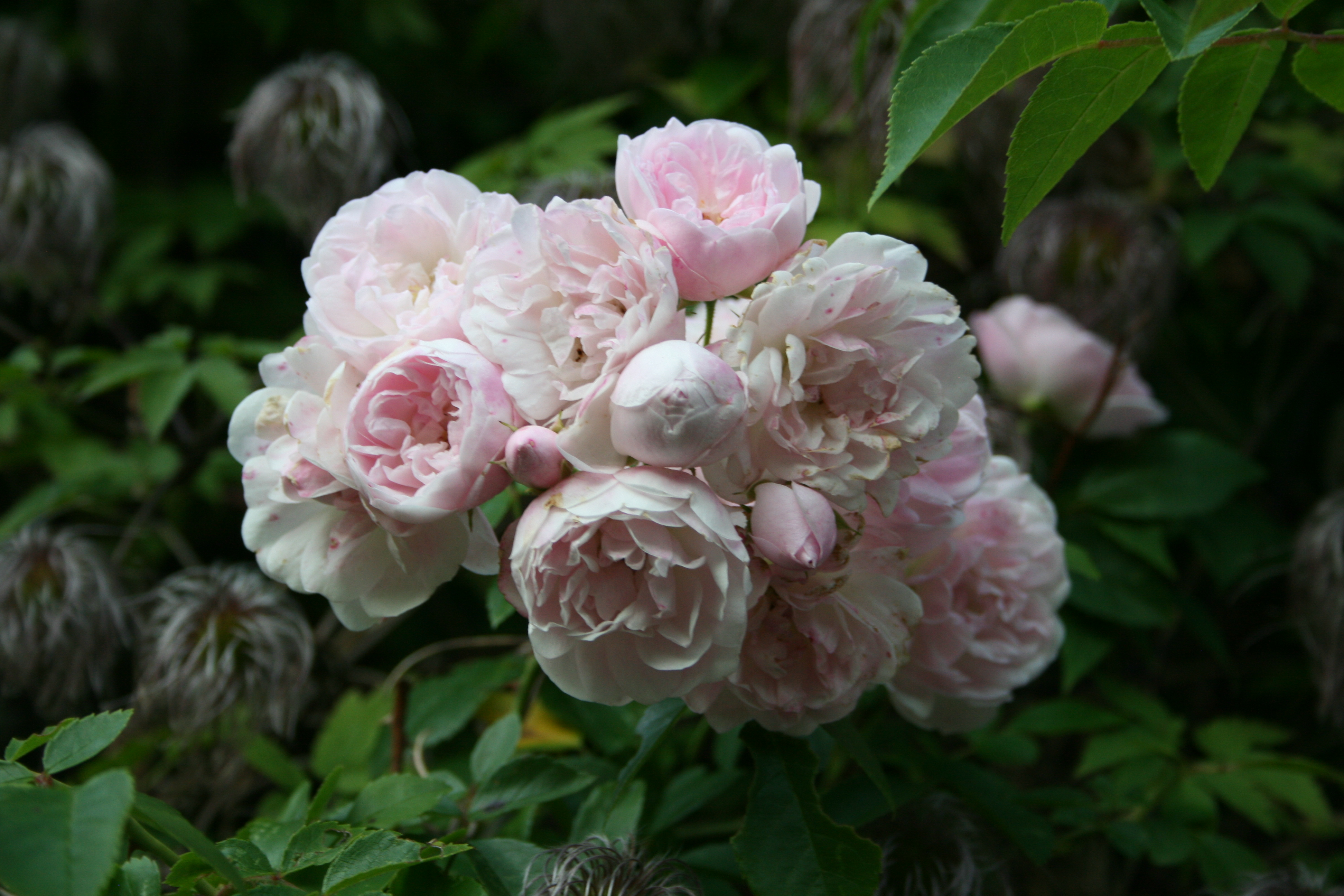
'Princesse Marie', 1829